# Groupe des divisions d'entraînement
Pour les articles homonymes, voir GDE.
Le Groupe des divisions d'entraînement (GDE) est une ancienne unité de l'Aéronautique militaire française, active durant la Première Guerre mondiale, de 1915 à 1919. Le groupe était implanté au Plessis-Belleville, au nord-est de Paris.

## Historique
L'école est créée en 1914, pour terminer la formation des pilotes militaires, avant leur affectation en unités de combat.
Elle est transférée à Chartres en 1919.